# Месапийски език
Месапийски език e индоевропейски език, който се е говорел в регион Апулия в югоизточна Италия. Говорел се е от трите япигски племена: месапи, дауни и певкети.
На този език с месапийски букви са намерени около 300 надписа от 6 до 1 век пр.н.е.
Този език е илирийски, който се е говорел в Илирия, на Балканския полуостров и се е асимилирал по време на Римската република.